# Cosel (Adelsgeschlecht)

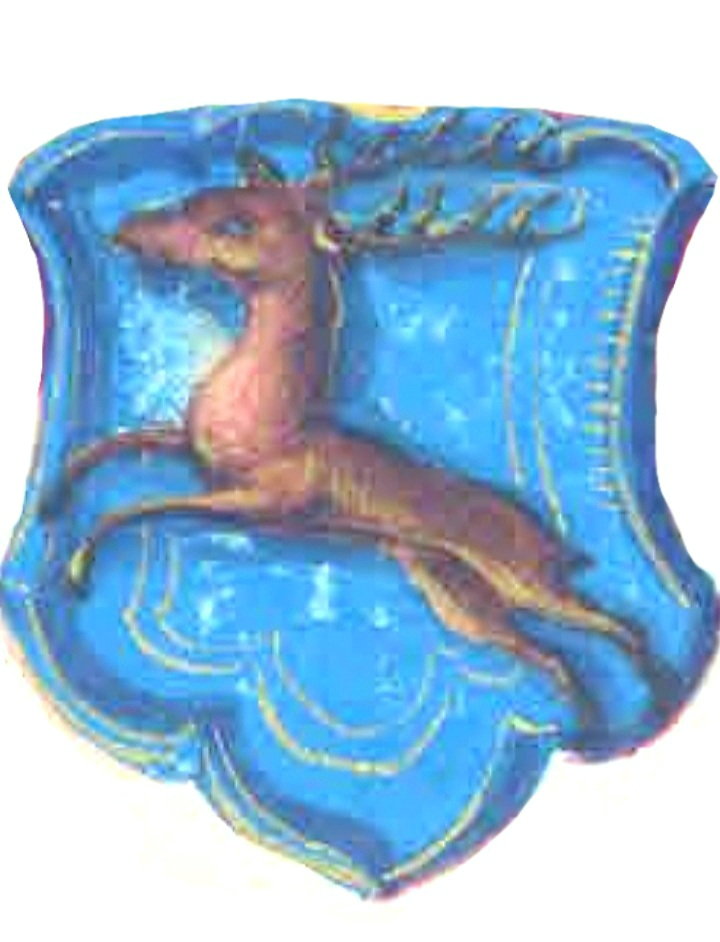
Wappen derer von Cosel

Cosel ist der Name eines brandenburgisch-preußischen Adelsgeschlechts.
Es besteht keine Stammverwandtschaft zu den kursächsischen Herren von Cossel oder der Familie der Gräfin Cosel.

## Geschichte
Die Stammreihe der Familie beginnt mit Hans Cossel (Kausel), 1541 Bürger in Lindow.
1643 war Andreas Cossel (um 1605–1673) kurbrandenburgischer Hofrentmeister. Am 5. Dezember 1653 wurde er als Amtsrat und Hofrentmeister zum Geheimen Justizrat ernannt, unter Beibehaltung der Amtskammerratscharge. 1656 richtete er eine Frachtschifffahrt auf Spree und Havel ein, mit eigenen und gemieteten Schiffen zwischen Kersdorf und Hamburg.
Am 23. Mai 1667 wurde er als kurbrandenburgischer Hofkammergerichtsrat und Amtskammerrat durch Kaiser Leopold I. in den Adelstand erhoben. Am 25. Juli 1668 erhielt er ein Bestätigungsdiplom von Kurfürst Friedrich Wilhelm von Brandenburg.
Andreas Cossel war bereits seit 1654 wegen Altersschwäche seiner Ämter entbunden, wurde aber noch 1671 als Geheimer Rat bei der Hofkammer geführt.

## Gutsbesitz
Andreas von Cosel (um 1605–1673) hatte sein Gut Rosenwinkel in der Prignitz ab 1661 als Pfandbesitzer oder Pächter besessen. Daneben besaß er schon früher als Freisass ein Haus in Berlin.
Sein Nachfahre, der preußische Geheime Kanzleirat und Premierleutnant a. D. Sigismund von Cosel (1831–1895) war Herr auf Wilkowo bei Buk im Kreis Samter.

## Wappen

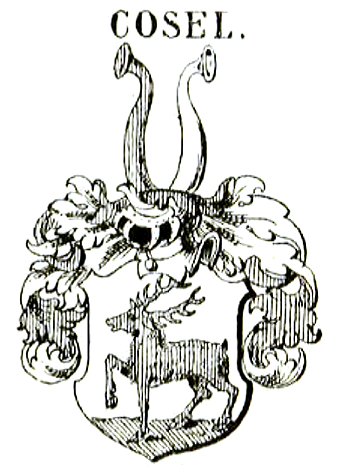
Wappen derer von Cosel (spätere Variante)

Das Wappen (1667) zeigt in Blau einen springenden, golden bewehrten, naturfarbenen Rehbock oder Hirsch. Auf dem Helm mit blau-roten Decken zwei rote Büffelhörner.
Später wurde als Variante auch im silbernen Schild ein schreitender roter Hirsch auf grünem Rasen dargestellt. Auf dem Helm mit rot-silbernen Decken ein rotes und ein silbernes Büffelhorn.

## Bekannte Familienmitglieder
- Charlotte von Cosel (1818–1904), deutsche Schriftstellerin
- Dietrich Christoph Gotthold von Cosel (1752–1825), preußischer Generalmajor
- Johann Kaspar von Cosel (1666–1738), preußischer Generalleutnant und Chef des Dragoner-Regiments Nr.VI
- Karl von Cosel (1789–1876), preußischer General der Kavallerie